# Bay Village (Boston)
Bay Village ist der zweitkleinste und wahrscheinlich am wenigsten bekannte Stadtteil (Neighborhood) im Zentrum von Boston im Bundesstaat Massachusetts der Vereinigten Staaten. 2010 wohnten dort 1.312 Einwohner in 837 Haushalten.
Der Stadtteil ist traditionell Wohnort der Mittelschicht und der unteren Mittelschicht, ist jedoch zuletzt relativ teuer geworden. Die Bay Village Neighborhood Association (BVNA) engagiert sich sehr stark im Stadtteil und kümmert sich um Angelegenheiten wie Straßenverkehr, Müllbeseitigung sowie die Entfernung von Graffiti und Hundekot. Daneben organisiert sie im Frühjahr und Herbst besondere Aufräumtage, betreibt einen Buchclub und richtet jährlich die Bay Village Annual Neighborhood Block Party aus.

## Geografie

### Ausdehnung des Stadtgebiets
Im Süden wird der Stadtteil durch den Massachusetts Turnpike begrenzt, auf dem auch der in den 1830er Jahren verlegte Schienenweg der Boston and Albany Railroad verläuft. Auf der Oberfläche verlaufen die Marginal Road und die Cortes Street parallel zum Turnpike. Im Südwesten liegt auf der anderen Seite des Turnpike der Stadtteil South End, im Südosten das südliche Ende von Chinatown. Im Westen der Berkeley Street und nördlich der Columbus Street befindet sich der Stadtteil Back Bay. Nördlich der Stuart Street liegt der Park Square, und im Osten der Charles Street befindet sich der Washington Street Theatre District. Diese Grenzen wurden durch die Bay Village Neighborhood Association festgelegt.

## Geschichte

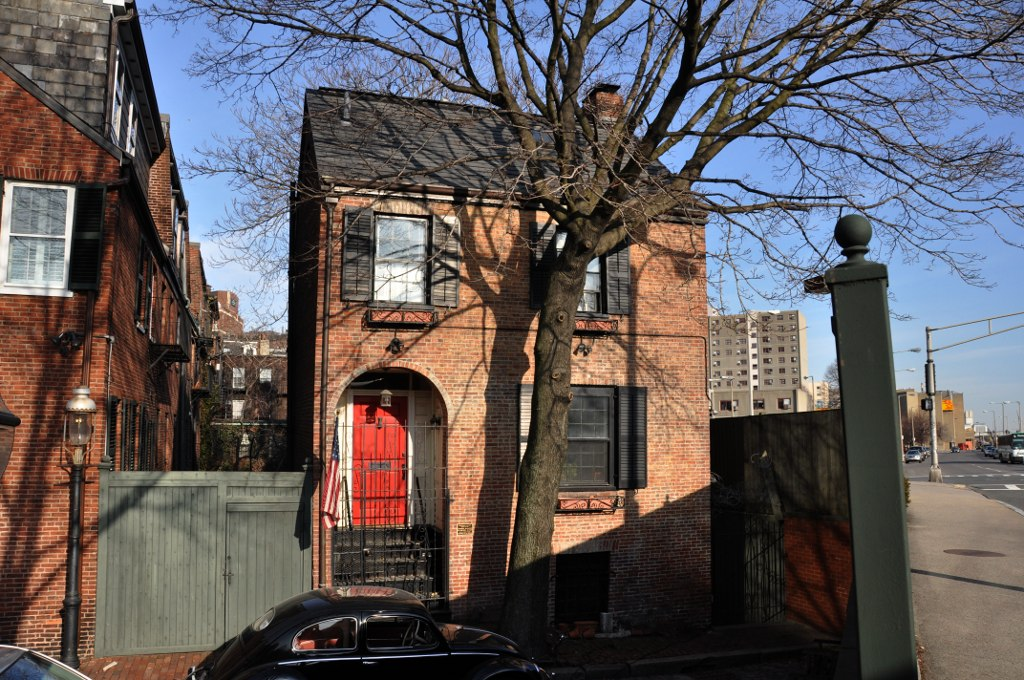
Ein 1830 errichtetes Haus in Bay Village

Der westliche Teil von Bay Village war ursprünglich Teil der Bucht, die sich westlich des Boston Neck befand und im 19. Jahrhundert zum Stadtteil Back Bay aufgeschüttet wurde. In den 1820er Jahren wurde noch vor der Landgewinnung für Back Bay und South End die damals als South Bay bekannte Fläche durch Ephraim Marsh gemeinsam mit Francis Cabot Lowell verfüllt. Während seiner Geschichte war Bay Village zu verschiedenen Zeiten als Church Street District, South Cove und Kerry Village bekannt.
Aus architektonischer Sicht sehen viele der Häuser in Bay Village aus wie kleinere Versionen der geräumigen Häuser in Beacon Hill. Dies liegt daran, dass die Handwerker, die die Häuser in Beacon Hill bauten, in Bay Village ihre eigenen Wohnstätten errichteten und diese im gleichen Stil gestalteten. So stehen in der nach Marquis de Lafayette benannten Fayette Street heute noch viele Häuser im Federal Style. Größere, fünfstöckige Gebäude im Stil des Greek Revival stehen in der Melrose Street. Nachdem die Gegend westlich der Arlington Street aufgefüllt worden war, bauten die Stadtentwickler dort entlang der Straßen Cortes und Isabella luxuriöse „Hotels“ im Victorian Style.
In der zweiten Hälfte des 19. Jahrhunderts wurden einige Straßenzüge des Stadtteils um 4 bis 6 m angehoben, um sie mit den angrenzenden, durch weitere Landaufschüttungen neu entstandenen Gebieten South End und Back Bay verbinden zu können. Noch heute sind diese Merkmale anhand der Position der Kellerfenster einiger Häuser in der Fayette Street zu sehen. Einige Gärten wurden hingegen nie dem neuen Niveau angeglichen und liegen heute noch auf ihrer ursprünglichen Höhe.
Bay Village war der Schauplatz eines verheerenden Feuers, das im November 1942 im Nachtclub Cocoanut Grove ausbrach und 492 Menschen das Leben kostete. Dies führte zur Einführung und Durchsetzung restriktiver Maßnahmen zum Brandschutz in den gesamten USA, um weitere Unfälle dieses Ausmaßes zu verhindern. Zum 50. Jahrestag des Unglücks wurde von der Bay Village Neighborhood Association eine Gedenktafel in den Bürgersteig nahe dem ehemaligen Club eingelassen, dessen Gebäude heute das Radisson Hotel beherbergt.

## Kultur und Sehenswürdigkeiten

### Parks
In Bay Village gibt es einige kleine Grünflächen wie den Eliot Norton Park. Der Boston Public Garden und der Boston Common sind nur zwei Häuserblocks vom nördlichen Ende des Stadtteils entfernt.

## Wirtschaft und Infrastruktur
Das enge Netzwerk von Einbahnstraßen und die ungewöhnliche Anordnung der Straßenführungen führen dazu, dass es innerhalb von Bay Village relativ ruhig ist und aufgrund des geringen Verkehrsaufkommens auch viele Fußgänger unterwegs sind. Viele Bürgersteige sind mit Backsteinen gepflastert und werden nachts durch Gaslaternen beleuchtet. Das äußere Erscheinungsbild der Häuser ist durch eine Ausweisung als Historic District durch die Bay Village Architectural Commission besonders geschützt.

### Verkehr
In unmittelbarer Nähe der Stadtteilgrenzen gibt es mehrere Haltestellen der MBTA (Arlington, Back Bay, Boylston sowie Tufts Medical Center), und auch einige Busrouten führen durch Bay Village. An den Stationen Back Bay und Boston South Station halten Amtrak- und Pendlerzüge sowie Überlandbusse.
Parkplätze an den Straßen sind sehr knapp und zum größten Teil für Inhaber von Anwohnerparkausweisen reserviert. Autofahrer sind daher weitgehend auf kostenpflichtige Parkhäuser und Parkplätze angewiesen. Zugangsstraßen zur I-90 und I-93 sind nur eine Autominute entfernt.